# Carlo Orlandi (ammiraglio)
Carlo Orlandi (Pisa, ... – ...; fl. XI secolo) è stato un ammiraglio italiano.

## Biografia
Nacque presumibilmente a Pisa dalla nobile famiglia degli Orlandi.
Nel 1003, Carlo fu promosso ammiraglio. Nello stesso anno, tramite un naviglio affidatogli dal consiglio cittadino, affondò la flotta saracena al largo di Civitavecchia, andando in soccorso a papa Giovanni XVIII.